# Mistrovství Evropy ve volejbale mužů 2015
29. mistrovství Evropy ve volejbale mužů proběhlo ve dnech 9. – 18. října v Bulharsku a Itálii.
Turnaje se zúčastnilo 16 družstev, rozdělených do čtyř čtyřčlenných skupin. Nejlepší mužstva z každé skupiny postoupila přímo do čtvrtfinále. Týmy na druhém a třetím místě se utkaly vyřazovacím systémem o účast ve čtvrtfinále. Dále následoval klasický play off systém. Mistrem Evropy se stali volejbalisté Francie.
Systém bodování: za vítězství 3:0 a 3:1 jsou tři body, za vítězství 3:2 jsou dva body, prohru 2:3 je jeden bod a za prohru 1:3 a 0:3 je nula bodů.

## Kvalifikace
| Pořadatelé - Bulharsko - Itálie | Přímý postup z ME 2013 - Belgie - Francie - Německo - Rusko - Srbsko | Postup z Kvalifikace - Bělorusko - Česko - Estonsko - Finsko - Chorvatsko - Nizozemsko - Polsko - Slovensko - Slovinsko |

## Pořadatelská města
| Sofie            | Varna                        | Turín           | Busto Arsizio   |
| Arena Armeec     | Palace of Culture and Sports | Torino Palavela | PalaYamamay     |
|                  |                              |                 |                 |
| Kapacita: 12 500 | Kapacita: 5 500              | Kapacita: 8 300 | Kapacita: 5 000 |

## Výsledky a tabulky

### Základní část

#### Skupina A (Sofie)
| Datum     | Čas   | Zápas                  | Výsledek | Sety  | Sety  | Sety  | Sety  | Sety  | Míče    | Zpráva |
| Datum     | Čas   | Zápas                  | Výsledek | 1     | 2     | 3     | 4     | 5     | Míče    | Zpráva |
| --------- | ----- | ---------------------- | -------- | ----- | ----- | ----- | ----- | ----- | ------- | ------ |
| 9. října  | 17:30 | Česko - Nizozemsko     | 1 : 3    | 21:25 | 17:25 | 25:20 | 18:25 |       | 81:95   | Zpráva |
| 9. října  | 20:30 | Bulharsko - Německo    | 3 : 0    | 25:20 | 25:17 | 25:20 |       |       | 75:57   | Zpráva |
| 10. října | 17:30 | Nizozemsko - Německo   | 3 : 2    | 17:25 | 25:23 | 22:25 | 25:21 | 15:13 | 104:107 | Zpráva |
| 10. října | 20:30 | Česko - Bulharsko      | 2 : 3    | 25:19 | 20:25 | 25:16 | 19:25 | 9:15  | 98:100  | Zpráva |
| 11. října | 17:45 | Německo - Česko        | 3 : 0    | 25:14 | 25:14 | 25:16 |       |       | 75:44   | Zpráva |
| 11. října | 20:45 | Nizozemsko - Bulharsko | 2 : 3    | 27:29 | 25:20 | 26:28 | 25:23 | 15:17 | 118:117 | Zpráva |

| Poř | Země       | Body | Výhry | Prohry | Sety | Ratio | Míče    | Ratio |
| --- | ---------- | ---- | ----- | ------ | ---- | ----- | ------- | ----- |
| 1.  | Bulharsko  | 7    | 3     | 0      | 9:4  | 2.250 | 292:273 | 1.070 |
| 2.  | Nizozemsko | 6    | 2     | 1      | 8:6  | 1.333 | 317:305 | 1.039 |
| 3.  | Německo    | 4    | 1     | 2      | 5:6  | 0.833 | 239:223 | 1.072 |
| 4.  | Česko      | 1    | 0     | 3      | 3:9  | 0.333 | 223:270 | 0.826 |

#### Skupina B (Turín)
| Datum     | Čas   | Zápas                 | Výsledek | Sety  | Sety  | Sety  | Sety  | Sety  | Míče   | Zpráva |
| Datum     | Čas   | Zápas                 | Výsledek | 1     | 2     | 3     | 4     | 5     | Míče   | Zpráva |
| --------- | ----- | --------------------- | -------- | ----- | ----- | ----- | ----- | ----- | ------ | ------ |
| 9. října  | 18:00 | Itálie - Estonsko     | 3 : 0    | 25:19 | 26:24 | 25:15 |       |       | 76:58  | Zpráva |
| 9. října  | 21:00 | Chorvatsko - Francie  | 0 : 3    | 24:26 | 14:25 | 22:25 |       |       | 60:76  | Zpráva |
| 10. října | 15:00 | Chorvatsko - Itálie   | 0 : 3    | 23:25 | 21:25 | 19:25 |       |       | 62:75  | Zpráva |
| 10. října | 18:00 | Francie - Estonsko    | 3 : 1    | 25:13 | 25:22 | 22:25 | 25:18 |       | 97:78  | Zpráva |
| 11. října | 15:00 | Estonsko - Chorvatsko | 3 : 0    | 25:19 | 25:18 | 25:10 |       |       | 75:47  | Zpráva |
| 11. října | 18:00 | Francie - Itálie      | 3 : 2    | 23:25 | 21:25 | 25:19 | 25:17 | 15:13 | 109:99 | Zpráva |

| Poř | Země       | Body | Výhry | Prohry | Sety | Ratio | Míče    | Ratio |
| --- | ---------- | ---- | ----- | ------ | ---- | ----- | ------- | ----- |
| 1.  | Francie    | 8    | 3     | 0      | 9:3  | 3.000 | 282:237 | 1.190 |
| 2.  | Itálie     | 7    | 2     | 1      | 8:3  | 2.667 | 250:229 | 1.092 |
| 3.  | Estonsko   | 3    | 1     | 2      | 4:6  | 0.667 | 211:220 | 0.959 |
| 4.  | Chorvatsko | 0    | 0     | 3      | 0:9  | 0.000 | 169:226 | 0.748 |

#### Skupina C (Varna)
| Datum     | Čas   | Zápas                 | Výsledek | Sety  | Sety  | Sety  | Sety  | Sety | Míče   | Zpráva |
| Datum     | Čas   | Zápas                 | Výsledek | 1     | 2     | 3     | 4     | 5    | Míče   | Zpráva |
| --------- | ----- | --------------------- | -------- | ----- | ----- | ----- | ----- | ---- | ------ | ------ |
| 9. října  | 17:30 | Slovinsko - Bělorusko | 3 : 0    | 25:12 | 25:21 | 25:17 |       |      | 75:50  | Zpráva |
| 9. října  | 20:30 | Polsko - Belgie       | 3 : 0    | 25:18 | 29:27 | 25:16 |       |      | 79:61  | Zpráva |
| 10. října | 17:30 | Bělorusko - Belgie    | 0 : 3    | 17:25 | 18:25 | 17:25 |       |      | 52:75  | Zpráva |
| 10. října | 20:30 | Slovinsko - Polsko    | 1 : 3    | 21:25 | 30:28 | 26:28 | 13:25 |      | 90:106 | Zpráva |
| 11. října | 15:00 | Belgie - Slovinsko    | 3 : 1    | 27:25 | 14:25 | 27:25 | 28:26 |      | 96:101 | Zpráva |
| 11. října | 18:00 | Bělorusko - Polsko    | 0 : 3    | 13:25 | 19:25 | 17:25 |       |      | 49:75  | Zpráva |

| Poř | Země      | Body | Výhry | Prohry | Sety | Ratio | Míče    | Ratio |
| --- | --------- | ---- | ----- | ------ | ---- | ----- | ------- | ----- |
| 1.  | Polsko    | 9    | 3     | 0      | 9:1  | 9.000 | 260:200 | 1.300 |
| 2.  | Belgie    | 6    | 2     | 1      | 6:4  | 1.500 | 232:232 | 1.000 |
| 3.  | Slovinsko | 3    | 1     | 2      | 5:6  | 0.833 | 266:252 | 1.056 |
| 4.  | Bělorusko | 0    | 0     | 3      | 0:9  | 0.000 | 151:225 | 0.671 |

#### Skupina D (Busto Arsizio)
| Datum     | Čas   | Zápas              | Výsledek | Sety  | Sety  | Sety  | Sety  | Sety | Míče    | Zpráva |
| Datum     | Čas   | Zápas              | Výsledek | 1     | 2     | 3     | 4     | 5    | Míče    | Zpráva |
| --------- | ----- | ------------------ | -------- | ----- | ----- | ----- | ----- | ---- | ------- | ------ |
| 9. října  | 17:00 | Slovensko - Srbsko | 2 : 3    | 22:25 | 25:22 | 28:30 | 26:24 | 9:15 | 110:116 | Zpráva |
| 9. října  | 20:30 | Rusko - Finsko     | 3 : 0    | 25:20 | 25:19 | 25:23 |       |      | 75:62   | Zpráva |
| 10. října | 15:00 | Srbsko - Finsko    | 3 : 0    | 25:19 | 25:15 | 25:21 |       |      | 75:55   | Zpráva |
| 10. října | 18:00 | Slovensko - Rusko  | 0 : 3    | 14:25 | 10:25 | 15:25 |       |      | 39:75   | Zpráva |
| 11. října | 15:00 | Finsko - Slovensko | 3 : 0    | 26:24 | 25:22 | 25:22 |       |      | 76:68   | Zpráva |
| 11. října | 18:00 | Srbsko - Rusko     | 1 : 3    | 23:25 | 25:21 | 18:25 | 20:25 |      | 86:96   | Zpráva |

| Poř | Země      | Body | Výhry | Prohry | Sety | Ratio | Míče    | Ratio |
| --- | --------- | ---- | ----- | ------ | ---- | ----- | ------- | ----- |
| 1.  | Rusko     | 9    | 3     | 0      | 9:1  | 9.000 | 246:187 | 1.316 |
| 2.  | Srbsko    | 5    | 2     | 1      | 7:5  | 1.400 | 277:261 | 1.061 |
| 3.  | Finsko    | 3    | 1     | 2      | 3:6  | 0.500 | 193:218 | 0.885 |
| 4.  | Slovensko | 1    | 0     | 3      | 2:9  | 0.222 | 217:267 | 0.813 |

### Play off (Sofie, Busto Arsizio)

#### Osmifinále
| 13. října | 17:30 | Sofie         | Nizozemsko - Slovinsko | 0 : 3 | 16:25 | 19:25 | 22:25 |       |       | 57:75  | Zpráva |
| 13. října | 17:30 | Busto Arsizio | Srbsko - Estonsko      | 3 : 2 | 21:25 | 14:25 | 25:8  | 25:22 | 15:13 | 100:93 | Zpráva |
| 13. října | 20:30 | Sofie         | Belgie - Německo       | 0 : 3 | 16:25 | 29:31 | 17:25 |       |       | 62:81  | Zpráva |
| 13. října | 20:30 | Busto Arsizio | Itálie - Finsko        | 3 : 0 | 25:19 | 25:16 | 25:22 |       |       | 75:57  | Zpráva |

#### Čtvrtfinále
| 14. října | 17:45 | Sofie         | Polsko - Slovinsko  | 2 : 3 | 17:25 | 19:25 | 25:23 | 25:19 | 14:16 | 100:108 | Zpráva |
| 14. října | 17:30 | Busto Arsizio | Francie - Srbsko    | 3 : 1 | 25:22 | 25:23 | 14:25 | 25:20 |       | 89:90   | Zpráva |
| 14. října | 20:45 | Sofie         | Bulharsko - Německo | 3 : 0 | 25:19 | 25:23 | 25:23 |       |       | 75:65   | Zpráva |
| 14. října | 20:30 | Busto Arsizio | Rusko - Itálie      | 0 : 3 | 20:25 | 19:25 | 19:25 |       |       | 58:75   | Zpráva |

#### Semifinále
| 17. října | 17:30 | Sofie | Slovinsko - Itálie  | 3:1 | 25:13 | 23:25 | 25:20 | 25:20 |       | 98:78   | Zpráva |
| 17. října | 17:45 | Sofie | Bulharsko - Francie | 2:3 | 25:18 | 25:22 | 24:26 | 21:25 | 12:15 | 107:106 | Zpráva |

#### Finále
| 18. října | 20:45 | Sofie | Francie - Slovinsko | 3:0 | 25:19 | 29:27 | 29:27 |  |  | 83:73 | Zpráva |

#### O 3. místo
| 18. října | 17:30 | Sofie | Bulharsko - Itálie | 1:3 | 20:25 | 14:25 | 25:23 | 20:25 |  | 79:98 | Zpráva |

## Konečné pořadí
| 29.              | Mistrovství Evropy 2015 | Z | V | P | Skóre | B  |
| ---------------- | ----------------------- | - | - | - | ----- | -- |
| Zlatá medaile    | Francie                 | 6 | 6 | 0 | 18:6  | 16 |
| Stříbrná medaile | Slovinsko               | 7 | 4 | 3 | 14:12 | 11 |
| Bronzová medaile | Itálie                  | 7 | 5 | 2 | 18:7  | 16 |
| 4.               | Bulharsko               | 6 | 4 | 2 | 15:10 | 11 |
| 5.               | Polsko                  | 4 | 3 | 1 | 11:4  | 10 |
| 6.               | Rusko                   | 4 | 3 | 1 | 9:4   | 9  |
| 7.               | Srbsko                  | 5 | 3 | 2 | 11:10 | 7  |
| 8.               | Německo                 | 5 | 2 | 3 | 8:9   | 7  |
| 9.               | Belgie                  | 4 | 2 | 2 | 6:7   | 6  |
| 10.              | Nizozemsko              | 4 | 2 | 2 | 8:9   | 6  |
| 11.              | Estonsko                | 4 | 1 | 3 | 6:9   | 4  |
| 12.              | Finsko                  | 4 | 1 | 3 | 3:9   | 3  |
| 13.              | Česko                   | 3 | 0 | 3 | 3:9   | 1  |
| 14.              | Slovensko               | 3 | 0 | 3 | 2:9   | 1  |
| 15.              | Chorvatsko              | 3 | 0 | 3 | 0:9   | 0  |
| 16.              | Bělorusko               | 3 | 0 | 3 | 0:9   | 0  |